# Arquidiócesis de Owando
La arquidiócesis de Owando (en latín: Archidioecesis Ouandoensis y en francés: Archidiocèse de Owando) es una circunscripción eclesiástica de la Iglesia católica en República del Congo. Se trata de una arquidiócesis latina, sede metropolitana de la provincia eclesiástica de Owando. Desde el 6 de enero de 2024 su arzobispo es Gélase Armel Kema.

## Territorio y organización
La arquidiócesis tiene 74 850 km² y extiende su jurisdicción sobre los fieles católicos de rito latino residentes en los departamentos de Cuvette y Cuvette-Oeste.
La sede de la arquidiócesis se encuentra en la ciudad de Owando, en donde se halla la Catedral de San Fermín. 
La arquidiócesis tiene como sufragáneas a las diócesis de: Impfondo y Ouesso.
En 2021 en la arquidiócesis existían 27 parroquias.

## Historia
El vicariato apostólico de Fort-Rousset fue erigido el 21 de diciembre de 1950 con la bula Quo in Africa Aequatoriali del papa Pío XII, obteniendo el territorio de la diócesis de Brazzaville (hoy arquidiócesis de Brazzaville).
El 14 de septiembre de 1955 el vicariato apostólico fue elevado a diócesis con la bula Dum tantis por el papa Pío XII.
El 3 de diciembre de 1977 asumió el nombre de diócesis de Owando.
El 6 de junio de 1983 cedió una parte de su territorio para la erección de la diócesis de Ouesso mediante la bula Ad expeditiorem del papa Juan Pablo II.
El 22 de febrero de 2013 se cedió otra parte de su territorio para la erección de la diócesis de Gamboma mediante la bula Petrini muneris del papa Benedicto XVI.
El 30 de mayo de 2020 fue elevada al rango de arquidiócesis metropolitana por el papa Francisco con la bula Quoniam caritas.

## Estadísticas
Según el Anuario Pontificio 2022 la arquidiócesis tenía a fines de 2021 un total de 355 120 fieles bautizados.
| Año                                                                             | Población            | Población | Población      | Sacerdotes | Sacerdotes    | Sacerdotes    | Bautizados por sacerdote | Diáconos permanentes | Religiosos | Religiosos | Parroquias |
| Año                                                                             | Bautizados católicos | Total     | % de católicos | Total      | Clero secular | Clero regular | Bautizados por sacerdote | Diáconos permanentes | Varones    | Mujeres    | Parroquias |
| ------------------------------------------------------------------------------- | -------------------- | --------- | -------------- | ---------- | ------------- | ------------- | ------------------------ | -------------------- | ---------- | ---------- | ---------- |
| 1970                                                                            | 71 764               | 290 278   | 24.7           | 31         | 10            | 21            | 2314                     |                      | 25         |            | 18         |
| 1980                                                                            | 77 067               | 271 000   | 28.4           | 26         | 9             | 17            | 2964                     |                      | 22         | 38         | 14         |
| 1987                                                                            | 71 457               | 246 127   | 29.0           | 23         | 14            | 9             | 3106                     |                      | 11         | 32         | 14         |
| 1999                                                                            | 230 700              | 525 000   | 43.9           | 26         | 19            | 7             | 8873                     |                      | 20         | 40         | 23         |
| 2000                                                                            | 250 600              | 525 000   | 47.7           | 30         | 21            | 9             | 8353                     |                      | 24         | 38         | 24         |
| 2001                                                                            | 135 000              | 243 946   | 55.3           | 51         | 42            | 9             | 2647                     |                      | 19         | 37         | 19         |
| 2002                                                                            | 250 600              | 525 000   | 47.7           | 32         | 23            | 9             | 7831                     |                      | 16         | 38         | 24         |
| 2003                                                                            | 320 750              | 525 000   | 61.1           | 35         | 26            | 9             | 9164                     |                      | 16         | 44         | 24         |
| 2004                                                                            | 250 756              | 525 000   | 47.8           | 38         | 32            | 6             | 6598                     | 1                    | 13         | 36         | 24         |
| 2012                                                                            | 400 000              | 593 000   | 67.4           | 52         | 45            | 7             | 7692                     |                      | 14         | 36         | 22         |
| 2013                                                                            | 290 000              | 400 000   | 72.5           | 37         | 32            | 5             | 7837                     | 1                    | 10         | 24         | 15         |
| 2016                                                                            | 312 908              | 429 864   | 72.8           | 44         | 40            | 4             | 7111                     | 1                    | 7          | 20         | 23         |
| 2019                                                                            | 338 000              | 464 200   | 72.8           | 64         | 59            | 5             | 5281                     | 1                    | 24         | 30         | 22         |
| 2020                                                                            | 346 800              | 476 270   | 72.8           | 64         | 59            | 5             | 5419                     | 1                    | 24         | 31         | 22         |
| 2021                                                                            | 355 120              | 488 140   | 72.7           | 58         | 53            | 5             | 6122                     | 1                    | 21         | 30         | 27         |
| Fuente: Catholic-Hierarchy, que a su vez toma los datos del Anuario Pontificio. |                      |           |                |            |               |               |                          |                      |            |            |            |

## Episcopologio
- Emile-Elie Verhille, C.S.Sp. † (21 de junio de 1951-2 de marzo de 1968 renunció)
  - Sede vacante (1968-1972)
- Georges-Firmin Singha † (23 de mayo de 1972-1 de septiembre de 1988 nombrado obispo de Pointe-Noire)
- Ernest Kombo, S.I. † (7 de julio de 1990-22 de octubre de 2008 falleció)
  - Sede vacante (2008-2011)
- Victor Abagna Mossa (11 de febrero de 2011 - 20 de agosto de 2023)
- Gélase Armel Kema, desde el 6 de enero de 2024